# Bristow Norway
Bristow Norway AS, tidigare Norsk Helikopter, är ett norskt helikopterbolag som transporterar personal och förnödenheter mellan det norska fastlandet och offshore-plattformar i Nordsjön. Huvudkontoret ligger i Stavanger.
Företaget är sedan 2008 ett helägt dotterföretag till brittiska Bristow Helicopters. Det driver en flotta på 17 helikoptrar. Det sköter vidare en "All Weather Search and Rescue"-helikopter, som är stationerad i Hammerfest.

## Historik
Helikopter Service dominerade i början marknaden för offshore-helikoptertjänster i Norge. Vid slutet av 1980-talet verkade tre ytterligare företag på denna marknad: Lufttransport, Mørefly och Braathens Helikopter, men 1992 hade Helikopter Service köpt sina tre konkurrenter. Norsk Helikopter bildades 1993 och ägdes till en början av ett samriskföretag mellan Andreas Ugland, majoritetsägare, och Bristow Helicopters. Norsk Helikopter skaffade sig en flotta med ett antal Aerospatiale AS332L Super Puma. Från 2005 införskaffades helikoptrar av typ Sikorsky S-92. 
År 2005 köpte Norsk Helikopter Lufttransport av Helikopter Service. År 2008 sålde Ugland Holdings sin andel i Norsk Helikopter till Bristow Helicopters, som därmed blev helägare av Norsk Helikopter. Företaget namnändrades till Bristow Norway 2009.

## Varumärket Norsk Helikopter
Varumärket "Norsk Helikopter" behölls i aktieaffären 2008 av Ugland Holdings, som sålde det till Avincis Group (senare köpt av Babcock International).